# Cavolinioidea
Cavolinioidea Gray, 1850 è una superfamiglia di molluschi gasteropodi dell'ordine degli Pteropodi.

## Tassonomia
La superfamiglia comprende le seguenti famiglie:
- Cavoliniidae Gray, 1850
- Cliidae Jeffreys, 1869
- Creseidae Rampal, 1973
- Hyalocylidae A.W. Janssen, 2020
- Praecuvierinidae A.W. Janssen, 2006 †
- Sphaerocinidae A.W. Janssen & P.A. Maxwell, 1995 †